# Eddie Kirkland
Eddie Kirkland (16 de agosto de 1923 - 27 de fevereiro de 2011) foi um guitarrista, cantor e compositor de blues norte-americano.